# Georg Voigt

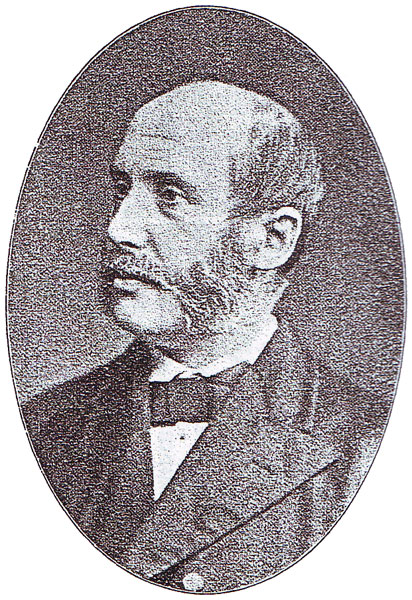
Georg Voigt.

Georg Ludwig Voigt, född den 5 april 1827 i Königsberg (nuvarande Kaliningrad), död den 18 augusti 1891 i Leipzig, var en tysk historieskrivare, son till Johannes Voigt.
Voigt promoverades 1851 till filosofie doktor i Königsberg och blev 1855 kustos vid universitetsbiblioteket i nämnda stad.
År 1858 blev han honorärprofessor i München, för att under von Sybels ledning överta utgivningen av tyska riksdagsakter, samt ordinarie professor i historia 1860 i Rostock och 1866 i Leipzig. 
Hans främsta arbeten är Die Wiederbelebung des klassischen Altertums oder das erste Jahrhundert des Humanismus (1859; 3:e upplagan utgiven av Lehnerdt i 2 band, 1893) och Enea Silvio de' Piccolomini als Papst Pius II und sein Zeitalter (3 band, 1856-63).